# Metachela
Metachela is een geslacht van insecten uit de familie van de dansvliegen (Empididae), die tot de orde tweevleugeligen (Diptera) behoort.

## Soorten
- M. albipes (Walker, 1849)
- M. collusor (Melander, 1902)
- M. convexa MacDonald, 1989
- M. nigriventris (Loew, 1864)